# Nervio cardíaco cervical superior
El nervio cardíaco cervical superior (nervus cardiacus cervicalis superior) es un nervio del sistema nervioso simpático que parte del ganglio simpático cervical superior, sigue el recorrido de la arteria carótida, penetra en el tórax por delante o detrás de la arteria subclavia y alcanza el corazón donde contribuye a la formación del plexo cardíaco. Junto con el nervio cardíaco cervical medio y el nervio cardíaco cervical inferior proporciona la inervación simpática del corazón.